# Fogle Peak
Fogle Peak är en bergstopp i Antarktis. Den ligger i Östantarktis. Nya Zeeland gör anspråk på området. Toppen på Fogle Peak är 2 475 meter över havet, eller 732 meter över den omgivande terrängen. Bredden vid basen är 10,2 km.
Terrängen runt Fogle Peak är bergig åt sydost, men åt nordväst är den kuperad. Trakten är obefolkad. Det finns inga samhällen i närheten. 